# Lekeitio
Lekeitio város Spanyolországban,  Bizkaia tartományban. Lekeitio Ispaster és Mendexa községekkel határos. Lakosainak száma 7163 fő (2024).

## Népesség
A település népessége az utóbbi években az alábbiak szerint változott:
| Lakosok száma | 7435 | 7300 | 7398 | 7477 | 7419 | 7305 | 7228 | 7307 | 7178 | 7163 |
|               | 2001 | 2004 | 2007 | 2009 | 2012 | 2014 | 2017 | 2019 | 2022 | 2024 |